# Bozūshā
Bozūshā (persiska: بزوشا, بَزُّ شَه, بَزوشاه, بُزوشِه, بُزُوشا) är en ort i Iran.   Den ligger i provinsen Zanjan, i den nordvästra delen av landet, 300 km väster om huvudstaden Teheran. Bozūshā ligger 1 758 meter över havet och antalet invånare är 768.
Terrängen runt Bozūshā är lite bergig.Runt Bozūshā är det ganska glesbefolkat, med 47 invånare per kvadratkilometer. Närmaste större samhälle är Esfajīn, 16,8 km öster om Bozūshā. Trakten runt Bozūshā består i huvudsak av gräsmarker.